# Гадагатль, Аскер Магамудович
Аскер Магамудович Гадагатль (20 сентября 1922 — 28 мая 2009) — российский учёный-нартовед, народный поэт Республики Адыгея. Доктор филологических наук. Заслуженный работник культуры Российской Федерации. Академик Адыгской (Черкесской) международной академии наук. Член Союза писателей СССР с 1959 г.

## Биография
Аскер Гадагатль родился в 1922 году в ауле Хатукай (ныне в Красногвардейском районе Адыгеи). Участник Великой Отечественной войны. Служба в армии с 1942 по 1946 гг., снайпер, снайпер-инструктор. В 1957 году окончил Адыгейский педагогический институт, а после аспирантуру при Академии наук Грузинской ССР. Работал в Адыгейском НИИ экономики, языка, литературы и истории.
Умер 28 мая 2009 года. Похоронен в родном ауле Хатукай.

## Творчество
Печататься Гадагатль начал в 1940-х годах в местной периодической печати. Отдельным изданием его сборник стихов «Песнь сердца» вышел в 1948 году. За ним последовали поэтические сборники «Светлые дни», «Мой аул», «Желание сердца», «Дороги», «Светлые надежды», «Песней возвратившиеся». Многие из его произведений переведены на русский язык и другие языки народов СССР. К крупным произведением Гадагатля относятся поэма в стихах «Дочь адыга».
Также Аскер Гадагатль известен как собиратель и публикатор фольклора: им было издано 7 томов Нартского эпоса, кроме того он является автором ряда крупных исследовательских работ о Нартском эпосе. Многие фольклорные мотивы он использовал и в своих поэтических произведениях.

## Научные труды
- Гадагатль А. М. Нарты. Адыгский эпос. — Т. 1—7. Нальчик : Тетераграф, 2012—2017

Монографии
- «Героический эпос „Нарты“ и его генезис» (Краснодар, 1967)
- «Героический эпос адыгских (черкесских) народов» (Майкоп, 1975)
- «Память нации» (Майкоп, 2002)

## Награды и премии
- Заслуженный работник культуры Российской Федерации (1982)
- Заслуженный деятель науки Республики Адыгея
- Лауреат Государственной премии Республики Адыгея (1997)
- Народный поэт Республики Адыгея
- Почётный гражданином Красногвардейского района Адыгеи
- Почётный гражданин Лазаревского района г. Сочи
- Почётный гражданин аула Нешукай
- Почётный гражданин аула Шенджий